# Hegnede (Borup Sogn)
 For alternative betydninger, se Hegnede. (Se også artikler, som begynder med Hegnede)
Hegnede er en bebyggelse, centralt beliggende midt mellem Valore, Truelstrup og Ørninge i Borup Sogn Køge Kommune.
Hegnede består af 4 gårde samt 2 husmandssteder.
Byen havde indtil ca. 2005 eget vandværk, hvilket var et årligt samlingspunkt. Af seværdigheder kan nævnes vænget og gadekæret, begge ligger i centrum.
|  | Denne artikel om lokaliteten Hegnede (Borup Sogn) kan blive bedre, hvis der indsættes et (bedre) billede. Du kan hjælpe ved at afsøge Wikimedia Commons for et passende billede eller lægge et op på Wikimedia Commons med en af de tilladte licenser og indsætte det i artiklen. |

55°30′48.35″N 12°0′28.23″Ø / 55.5134306°N 12.0078417°Ø